# Bahenní sopka

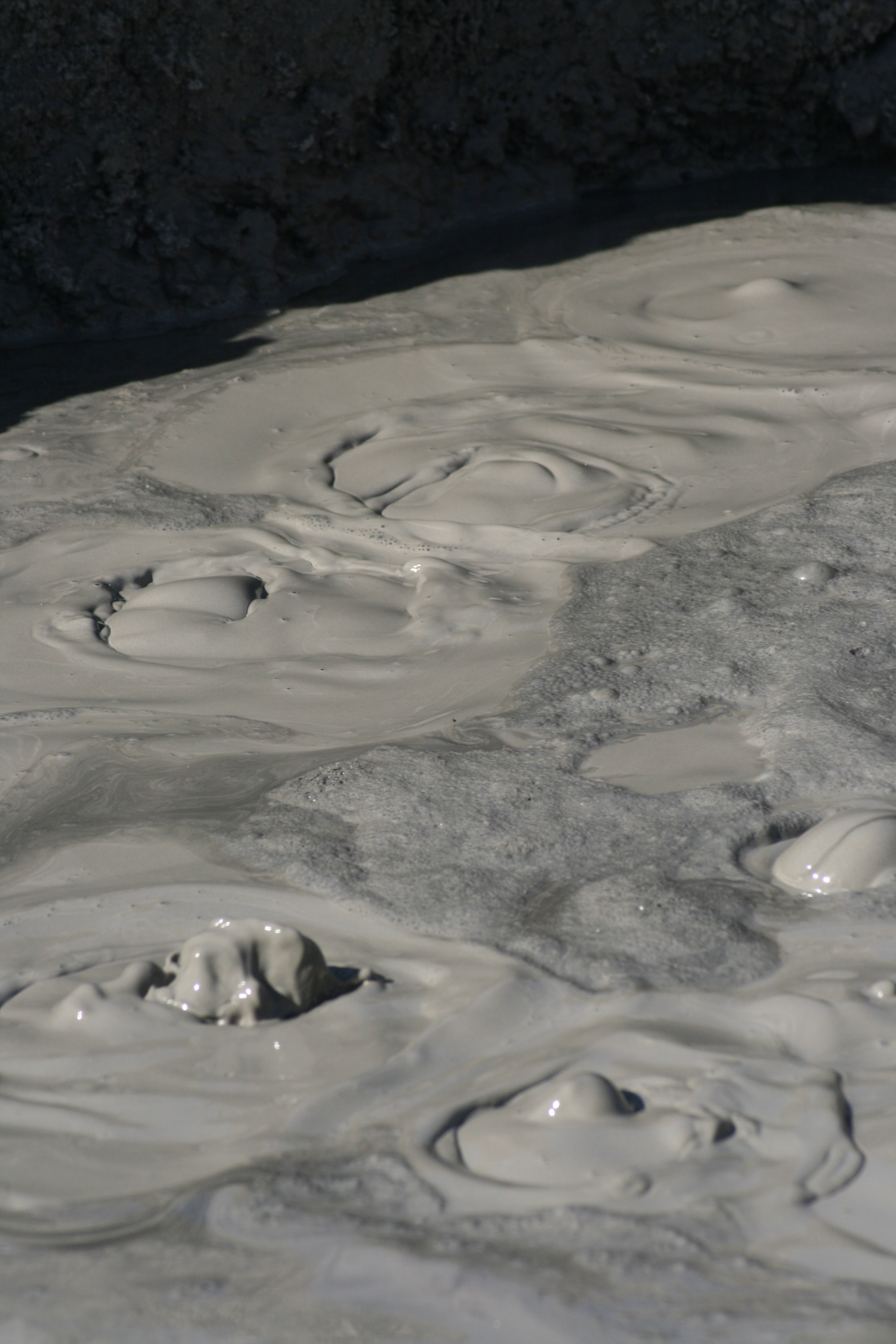
Bahenní sopka je cítit po vyvěrajících sopečných plynech, zejména po síře. Na obrázku je sopka u Salton Sea, Palm Springs, USA.

Bahenní sopka je tvar zemského povrchu vytvořený periodickými erupcemi bahna, vody a plynů, zejména uhlovodíků. Vzniklý tvar připomíná plochý kužel sopky. Bahenní sopky mají rozměry od jednotek metrů po stovky metrů na výšku a kilometry na šířku. Erupce bahenní sopky může být doprovázená samovznícením uvolňovaných uhlovodíků, čímž vznikají ohnivé sloupy o výšce až stovky metrů.

## Princip

Oblasti se zvýšeným výskytem plynových hydrátů, které jsou často i místy, kdy můžeme vidět bahenní sopky.

Princip bahenních sopek je jiný než u magmatických vulkánů. Plyn koncentrovaný nad svým zdrojem stoupá a vzhůru s sebou bere podzemní vodu, která při tom rozpouští sedimenty jílu. Vzniká husté, velmi jemné bahno vyvrhované na povrch. Bahenní krátery tvarem připomínají drobné sopečné kužely, bahno z nich volně vytéká nebo vystřikuje jako gejzír spolu s unikajícím plynem a drobným štěrkem.
Bahenní sopky jsou vázány na tektonicky aktivní oblasti, na ložiska ropy a i zemního plynu.

## Výskyt
Největší jsou v Ázerbájdžánu, především v regionu Qobustan, kde dosahují výšky i stovek metrů a chrlí sopečné plyny, oheň a bahno. Sopka Taragaj Dagh, vysoká 410 metrů se základnou v průměru jeden a půl kilometru, je největší bahenní sopkou na světě.